# (9960) Sekine
(9960) Sekine (1991 VE4) – planetoida z pasa głównego asteroid okrążająca Słońce w ciągu 3,26 lat w średniej odległości 2,2 j.a. Odkryta 4 listopada 1991 roku.